# Arma letale
Arma letale (Lethal Weapon) è un film d'azione del 1987 diretto da Richard Donner e interpretato da Mel Gibson e Danny Glover. Si tratta del primo episodio della saga di film d'azione di Arma letale, che ha come protagonisti due poliziotti di Los Angeles.
In Italia è uscito al cinema (vietato ai minori di 14 anni) venerdì 11 settembre 1987 distribuito dalla Warner Bros. Italia.

## Trama
Los Angeles. Poco dopo il suo cinquantesimo compleanno, il tranquillo sergente della Omicidi Roger Murtaugh è messo in coppia con il sergente Martin Riggs, trasferito dalla narcotici. Riggs, un ex soldato delle forze speciali che ha perso la moglie in un incidente automobilistico tre anni prima, ha tendenze suicide dovute a depressione, tanto da cercare di essere ucciso in servizio con azioni sconsiderate e pericolose. I superiori non sopportano questo comportamento instabile ritenendolo pericoloso mentre i colleghi credono che sia tutta una farsa per ottenere la pensione anticipata per problemi psicologici così ne richiedono il trasferimento. Murtaugh e Riggs si ritrovano rapidamente di fronte l'uno contro l'altro.
Murtaugh viene contattato da Michael Hunsaker, un amico banchiere conosciuto durante la guerra del Vietnam, ma prima che possano incontrarsi, Murtaugh viene a sapere che la figlia di Hunsaker, Amanda, si è suicidata saltando dal balcone di un appartamento. L'autopsia dimostra che Amanda è stata avvelenata con un detergente di scarico, rendendo il caso un possibile omicidio. Hunsaker rivela il coinvolgimento di sua figlia in un giro di droga, prostituzione e pornografia, e che stava cercando l'aiuto di Murtaugh per togliere Amanda da quella vita.
Murtaugh e Riggs tentano di interrogare il protettore di Amanda, ma trovano un laboratorio di droga nei locali e il tentativo porta a una sparatoria. Riggs uccide il magnaccia e salva la vita di Murtaugh, che inizia a tollerare il suo nuovo partner. Anche se il caso sembra chiuso, Riggs è consapevole che l'unico testimone dell'evidente suicidio di Amanda è stata Dixie, un'altra prostituta che stava lavorando lontano dalla sua zona abituale. Mentre si avvicinano all'abitazione di Dixie, la casa esplode. Tra le macerie, Riggs trova parti di un interruttore a mercurio, segno che un professionista aveva impostato una bomba; alcuni bambini che si trovavano nelle vicinanze hanno visto un uomo avvicinarsi alla casa con un tatuaggio simile a quello di Riggs (che solo i berretti verdi portano) e Murtaugh sospetta che Hunsaker non stia raccontando il quadro completo.
Con il proseguimento delle indagini, Hunsaker è costretto a rivelare a Murtaugh di aver fatto parte, durante la guerra del Vietnam, della "Compagnia Ombra" denominata Air America, un'organizzazione paramilitare clandestina che lavorava per conto della CIA. La squadra attualmente è gestita da ex soldati della guerra del Vietnam, e guidata dal generale in pensione Peter McAllister e dal suo braccio destro, Joshua.   L'organizzazione venne attivata quando la CIA scoprì che i Vietcong venivano finanziati con la vendita di eroina nel sud-est asiatico: gli agenti intervennero distruggendo completamente i campi di coltivazione di oppio e massacrando tutti i componenti Vietcong, ma al contempo strinsero un accordo segreto con i loro fornitori per poterli sostituire in futuro. Finita la guerra la "Compagnia Ombra" tornò a riunirsi e usando il patto stretto in precedenza, diventarono loro stessi trafficanti importando eroina negli Stati Uniti. Hunsaker stava riciclando i soldi essendo il titolare della società facciata con la banca, ma voleva uscirne, e quando il generale McAllister scoprì che aveva contattato Murtaugh, fece uccidere Amanda come rappresaglia. Mentre Murtaugh cerca di convincere Hunsaker a rivelare tutto ciò che sa della "Compagnia Ombra", Joshua arriva in elicottero e uccide Hunsaker: anche Riggs viene preso di mira da Joshua in un secondo attentato ma si salva grazie al giubbotto antiproiettile. Per far sì che gli avversari si scoprano, Riggs viene dato per morto.
La "Compagnia Ombra" in seguito rapisce la figlia di Murtaugh, Rianne, e chiede al poliziotto di consegnarsi a loro per lasciar libera la ragazza. Murtaugh e Riggs pianificano un'imboscata a El Mirage Lake, dove avverrà lo scambio. Riggs si apposta come cecchino, ma viene catturato da McAllister e il trio viene portato in un luogo sconosciuto. Murtaugh e Riggs sono torturati per estorcere informazioni, ma Riggs riesce a sopraffare i rapitori, libera Murtaugh e Rianne, e i tre scappano per ritrovarsi in una discoteca affollata, utilizzata come facciata per "Compagnia Ombra". Con la loro copertura saltata, McAllister e Joshua si danno alla fuga separatamente. Joshua riesce a scappare, ma l'autista di McAllister viene ucciso da Murtaugh, che fa in modo che l'auto del generale perda il controllo e venga investita da un autobus su Hollywood Boulevard. McAllister viene ucciso quando un incendio causa l'esplosione delle bombe a mano contenute nell'auto. Murtaugh e Riggs corrono verso la casa di Murtaugh, sapendo che Joshua darà la caccia alla sua famiglia per vendetta. Arrivano in tempo per impedirglielo e Riggs neutralizza Joshua in una violenta rissa nel giardino posteriore. Mentre gli agenti arrivano per prendere in custodia Joshua, lui si libera e ruba una pistola a uno dei poliziotti, ma Murtaugh e Riggs tirano fuori le pistole e sparano a Joshua.
Dopo aver visitato la tomba di sua moglie, Riggs trascorre il Natale con Murtaugh, di cui è diventato il migliore amico, e con la sua famiglia. Riggs consegna a Murtaugh un regalo simbolico: il proiettile a punta cava con cui pensava di suicidarsi, poiché non ne ha più bisogno.

## Edizione italiana
Il doppiaggio italiano del film è stato diretto da Renato Izzo per il Gruppo Trenta (oggi Pumais Due).

## Riconoscimenti
- 1988 - Premio Oscar
  - Nomination Miglior sonoro a Les Fresholtz, Rick Alexander, Vern Poore e Bill Nelson
- 1988 - BMI Film & TV Award
  - Miglior colonna sonora a Eric Clapton e Michael Kamen
- 1989 - Image Award
  - Miglior film
  - Miglior attore protagonista a Danny Glover
  - Miglior attrice non protagonista a Traci Wolfe
- 1988 - Motion Picture Sound Editors
  - Miglior montaggio sonoro (Dialoghi ADR)
- 1989 - Young Artist Award
  - Nomination Miglior attrice giovane a Ebonie Smith